# ダルマガエル

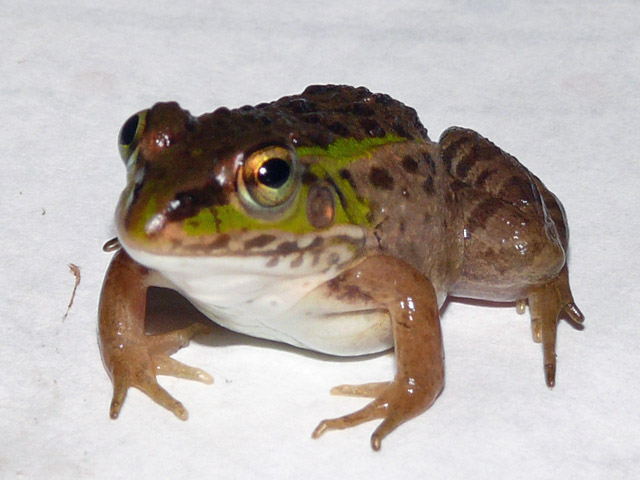
ナゴヤダルマガエル

ダルマガエル（達磨蛙、学名：Pelophylax porosus）は、アカガエル科トノサマガエル属に分類されるカエルの一種。

## 分布
- P. p. brevipodus　ナゴヤダルマガエル

日本（愛知県から広島県にかけて、香川県）固有亜種
- P. p. porosus　トウキョウダルマガエル

日本（仙台平野から関東平野にかけて、長野県、新潟県）固有亜種。北海道の一部（岩見沢市）に移入分布する。

## 形態
体長3.5-8.7cm。皮膚の表面には隆起が少なく比較的滑らか。吻端は尖る。体色は背面が褐色や淡褐色、紫がかった褐色などで赤褐色の背側線と暗色の円形の斑紋が入るが、円形の斑紋は繋がらない個体が多い。腹面は白く、網目状の斑紋が入る。
後肢は短く、静止時に趾が鼓膜に達しない。和名は体形が太く後肢が短い形態をダルマに例えたのが由来。
- P. p. brevipodus　ナゴヤダルマガエル

体長オス3.5-6.2cm、メス3.7-7.3cm。正中線上に筋模様がない個体が多い（特に下記の岡山種族）。
- P. p. porosus　トウキョウダルマガエル

体長オス3.9-7.5cm、メス4.3-8.7cmと最大亜種。正中線上に筋模様が入る個体が多い。

## 分類
亜種ナゴヤダルマガエルは形態や鳴き声などから名古屋種族（東海地方から近畿地方の個体群）と岡山種族（瀬戸内地方の個体群）に分けることもある。
以前は基亜種トウキョウダルマガエルが亜種ナゴヤダルマガエルとトノサマガエルとの種間雑種を起源にすると考えられていたが、最近では基亜種から亜種ナゴヤダルマガエルが分化したと考えられている。
- Pelophylax porosus brevipodus　(Ito, 1941)　ダルマガエル、ナゴヤダルマガエル

- Pelophylax porosus porosus　(Cope, 1868)　トウキョウダルマガエル

## 生態
低地にある流れの緩やかな河川や池沼、湿原、水田などに生息する。半水棲で、水辺から離れることはまれ。トノサマガエルと同所分布するものは生息地や繁殖期が重複しないよう住み分けをしている。冬季になると水の干上がった水田の泥中や藁の下などに潜り冬眠する。
食性は動物食で、昆虫類やクモ、多足類、貝類、小型のカエルなどを食べる。幼生は雑食で落ち葉や水草などを食べる。
繁殖形態は卵生。繁殖期になるとオスは縄張りを形成し、侵入した他のオスを追い払う。繁殖音は水面に浮かびながら行う。4-7月に水田や止水に寒天質に包まれた1,300-2,200個の卵を年に1回産む（大型個体では1回産卵を終えた後にも少数の卵を産む事もある）。幼生は7-9月に変態して幼体になる。

## 人間との関係
生息地ではトノサマガエルと混同（関東地方にはトノサマガエルは自然分布しないため、関東でトノサマガエルと呼ばれるのは本種の基亜種）されることもある。
開発による生息地の破壊、水質汚染、水田の減少、人為的に移入されたウシガエルによる捕食などにより生息数は減少している。また以前までは住み分けを行っていたトノサマガエルと生息地や繁殖時期が重複してしまい、種間雑種による遺伝子汚染も懸念されている。
P. p. brevipodus　ナゴヤダルマガエル
絶滅危惧IB類 (EN)（環境省レッドリスト）
P. p. porosus　トウキョウダルマガエル
準絶滅危惧（NT）（環境省レッドリスト）